# Quinto Cerco de Gibraltar
O Quinto Cerco de Gibraltar, montado entre agosto de 1349 e março de 1350, foi uma segunda tentativa do rei Afonso XI de Castela de retomar a cidade fortificada de Gibraltar. Estava na posse dos mouros desde 1333. O cerco seguiu-se a anos de conflito intermitente entre os reinos cristãos da Península Ibérica e o Reino Nacérida mouro de Granada, apoiado pelo Império Merínida do Magrebe Ocidental (Marrocos). Uma série de derrotas e reveses mouros deixaram Gibraltar como um enclave controlado pelos mouros dentro do território castelhano. Seu isolamento geográfico foi compensado pela força de suas fortificações, que haviam sido muito melhoradas desde 1333. Afonso trouxe um exército de cerca de 20 000 homens, junto com sua amante e seus cinco filhos ilegítimos, para entrincheirar no norte de Gibraltar por um cerco prolongado. No ano novo de 1350, porém, a peste bubônica - a Peste Negra - eclodiu no acampamento castelhano. Afonso se recusou a abandonar o cerco, mas foi vítima da peste em 27 de março de 1350, tornando-se o único monarca a morrer da doença.

## Prelúdio
Afonso XI tentou retomar Gibraltar no quarto cerco de 1333, imediatamente após a cidade fortificada ter sido capturada pelos mouros no terceiro cerco, mas foi forçado a se retirar após dois meses de guerra de cerco. A paz foi temporariamente restaurada por meio de uma trégua de quatro anos que expirou em 1338. Depois de retomar o conflito em 1339, os mouros sofreram grandes reveses. Um exército merínida comandado por Abu Maleque Abde Aluaide foi exterminado pelos castelhanos em 1339, enquanto em 1340 um exército muito maior comandado pelo nacérida Iúçufe I e o merínida Alboácem Ali ibne Otomão foi destruído Batalha do Salado por um exército cristão que representa todos os reinos cristãos espanhóis e Portugal. Foi uma das maiores batalhas da Reconquista, com possivelmente 150 000 a 200 000 homens de cada lado; os mouros admitiram 60 000 mortos apenas em seu lado. Embora a derrota tenha deixado o Alandalus mouro extremamente vulnerável, os reinos cristãos não aproveitaram sua vantagem e deram aos mouros tempo para reconstruir suas forças.

## Queda de Algeciras
Em agosto de 1342, Afonso XI sitiou o porto estratégico de Algeciras, no lado oeste da baía de Gibraltar, com uma força naval castelhana bloqueando o acesso da cidade ao mar. O cerco de vinte meses foi notável pelo uso de canhões pelos mouros; foi uma das primeiras ocasiões em que as armas foram usadas com eficácia na guerra europeia. Embora tenham conseguido conter os castelhanos, nenhum dos lados venceu até que a frota castelhana conseguiu lançar uma lança na entrada do porto de Algeciras, completando o bloqueio. Com a guarnição agora completamente isolada, Iúçufe I aceitou a derrota em março de 1344 e propôs uma trégua de quinze anos em troca da rendição de Algeciras, permitindo que a guarnição se retirasse pacificamente e a retomada do pagamento de tributos por Granada a Castela. Afonso XI aceitou a proposta, mas reduziu o período de trégua para dez anos.
A trégua durou apenas até 1348, quando Alboácem Ali ibne Otomão foi deposto por seu filho Abu Inane Faris. Iúçufe I retomou as hostilidades com um ataque ao território castelhano. Isso deu a Afonso XI a oportunidade de declarar às Cortes Gerais, em dezembro de 1348, que marcharia contra Gibraltar, que agora era um enclave mouro dentro do território controlado por Castela. Não era um alvo fácil; a cidade foi substancialmente remodelada com novas muralhas, torres e uma cidadela muito fortalecida, o Castelo Mourisco. Muitas das fraquezas que foram expostas nos cercos de 1333, como a falta de fortificações no sul de Gibraltar, foram corrigidas.

## Cerco e praga

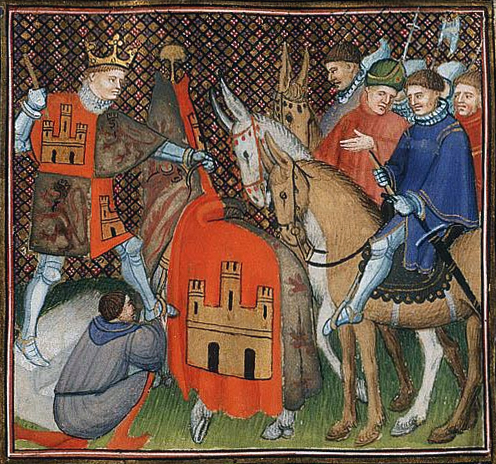
Afonso XI, rei de Leão e Castela.

Afonso XI lançou sua expedição em agosto de 1349, tendo feito extensos preparativos para garantir que não enfrentaria os problemas que haviam condenado sua tentativa de 1333. Levantou dinheiro por meio de três taxas extraordinárias, obtendo partes da renda eclesiástica concedida pelo papa (que havia endossado as campanhas de Afonso como cruzadas), vendendo terras reais e tendo as joias da coroa derretidas e vendidas. Também tinha um controle muito mais rígido de seus nobres do que em 1333, com muitos dos grandes nobres de Castela acompanhando a expedição. Instalou sua base na área de La Línea de la Concepción, ao norte de Gibraltar, com um exército de cerca de 20 000 homens. Os castelhanos não fizeram nenhuma tentativa de invadir Gibraltar, mas estabeleceram um longo cerco e cavaram valas defensivas no istmo para bloquear as tentativas dos mouros de escapar. O acampamento parecia mais uma cidade do que um acampamento temporário, com quartéis construídos para o exército. Afonso até trouxe a maior parte de sua família com sua amante Leonor de Gusmão - quatro meninos e uma menina - com seu filho legítimo Pedro permanecendo em Sevilha. O cerco foi apoiado por canhões primitivos no que seria o primeiro uso de armas de pólvora contra as fortificações de Gibraltar.
O cerco se arrastou pelo outono e inverno sem nenhum sinal de rendição da guarnição. No ano novo de 1350, a Peste Negra - que assolou a Europa Ocidental nos dois anos anteriores - apareceu no acampamento. O surto causou pânico, pois um número crescente de soldados castelhanos começou a morrer de peste. Os generais, nobres e damas da casa real imploraram a Afonso para cancelar o cerco, mas o rei recusou; de acordo com os cronistas castelhanos, desembainhou a espada e declarou que não partiria até que Gibraltar estivesse novamente sob o domínio cristão. Como diz a Crônica de Afonso XI:
| “ | Respondeu aos Senhores e Cavaleiros que assim o aconselharam, que pediu a eles que não expressassem tal conselho [para partir]; pois tinha aquela cidade e nobre fortaleza a ponto de se render a ele, e se importava que logo seria sua; os mouros a ganharam e os cristãos a perderam em seu tempo, e seria uma coisa muito vergonhosa se, por medo da morte, a deixasse como estava. | ” |

A determinação de Afonso logo iria custar-lhe a vida. A Crônica registra que "foi vontade de Deus que o rei adoecesse e tivesse os inchaços, e morresse na Sexta-feira Santa, 27 de março do ano de nosso Senhor Jesus Cristo 1350". Sua morte significou o fim imediato do cerco. Foi o único monarca medieval a morrer de peste. Iúçufe I, que estava organizando uma força de socorro, deixou os castelhanos retirarem-se em paz, enquanto a guarnição mourisca de Gibraltar deixou a segurança das muralhas da cidade para se despedir do cortejo fúnebre do rei castelhano. Os mouros reconheceram que haviam escapado por pouco; como o historiador árabe ibne Alcatibe disse mais tarde, "O rei Afonso estava ao alcance de obter toda a península espanhola (...) mas, ao sitiar Gibraltar, Alá em Sua grande sabedoria favoreceu os fiéis em suas extremidades."